# (7331) Balindblad
(7331) Balindblad (1985 TV) – planetoida z grupy pasa głównego asteroid okrążająca Słońce w ciągu 5,69 lat w średniej odległości 3,19 j.a. Odkryta 15 października 1985 roku.